# Öckerö gamla kyrka
Öckerö gamla kyrka (även kallad Mariakyrkan) ligger centralt på Öckerö i Öckerö kommun, Göteborgs skärgård. Den tillhör Öckerö församling i Göteborgs stift.

## Kyrkobyggnaden
Den första träkyrkan uppfördes på platsen 1240. Den ersattes på 1450-talet av nuvarande stenkyrka byggd i gråsten. De äldsta delarna av långhuset utökades vid ombyggnaden 1781, då man rev man det gamla koret och förlängde byggnaden, som blev dubbelt så lång med ett kor av långhusets bredd. Vid samma tid tillkom vapenhuset i väster. 
Efter att den nya kyrkan invigts 1906, övergavs först den gamla som fick förfalla, men den renoverades 1943 och används därefter åter.

## Takmålningar

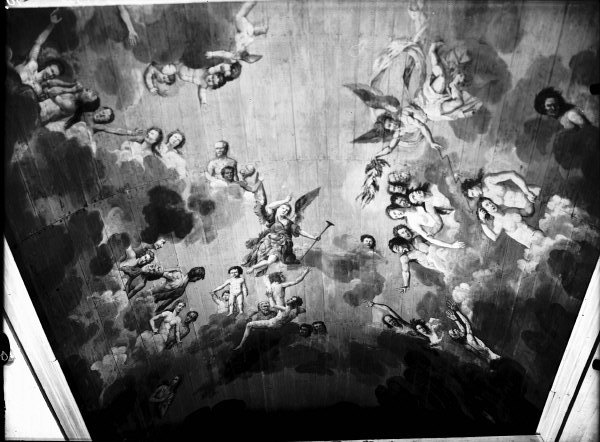
Östra delen
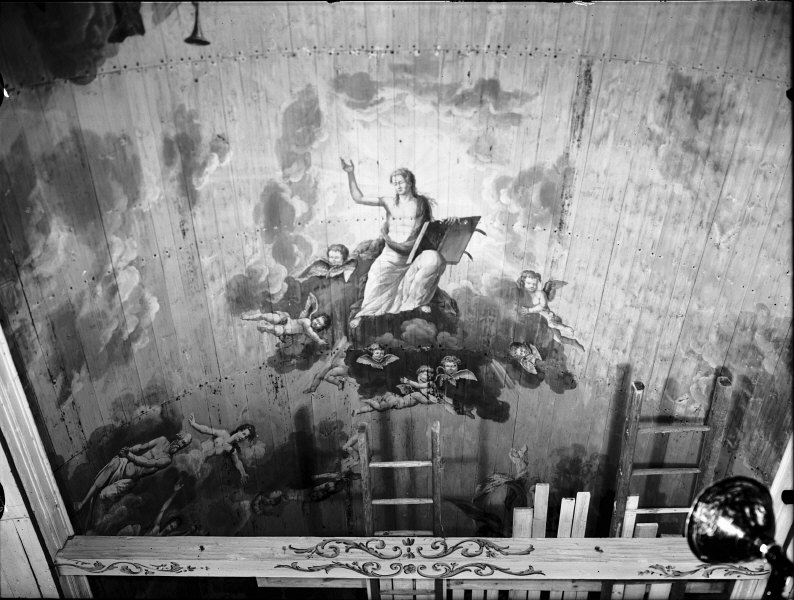
Östra delen
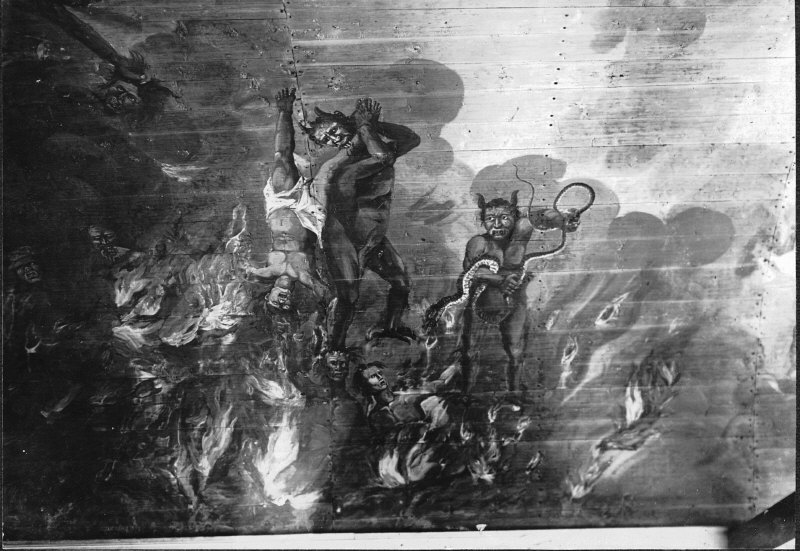
Detalj: Helvetets kval

Det fanns ett äldre trävalv, målat 1736, som senare togs ned. Nuvarande trätunnvalv är målat utan uppdelningar och återger, från öster till väster: treenigheten, yttersta domen och helvetet. I helvetesbilden finns ett djur, som påminner om en jättelik brännmanet.  Bjälkarna har gustavianska akantusslingor och bänkdörrarna naturalistiska blomknippen. Målningarna utfördes 1792 av Johan Liljedahl. Han målade även andra inventarier av vilka endast bänkdörrarna återstår. Takmålningarna, som aldrig har varit övermålade, konserverades 1944 av konservator Sven Gustafsson.

## Inventarier

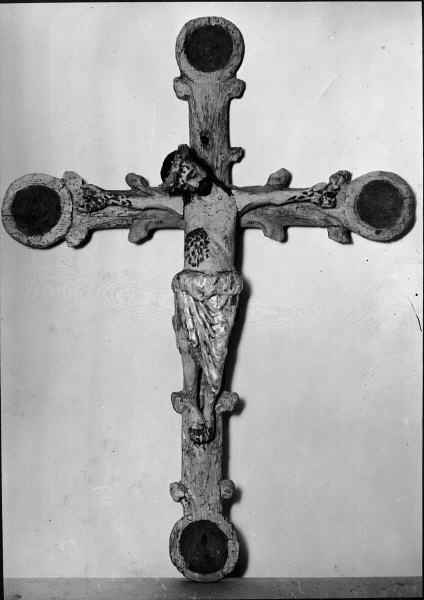
Triumfkrucifixet.

- Dopfunten i täljsten är tillverkad på 1200-talet av dopfuntmästaren Thorkillus och härstammar från den föregående träkyrkan.[2]
- Triumfkrucifixet, som nu hänger på norra väggen ovanför predikstolen, är från mitten av 1200-talet. Det är utfört i polykromerad ek och är troligen ett norsk-engelskt arbete. Korset var sönderslaget, men restaurerades 1931, varvid de nya delarna märktes med årtal.[3]
- Två träskulpturer från 1400-talet avbildar Olav den helige respektive jungfru Maria och barnet.
- Altartavlan är från 1626.
- Altarkorset av trä tros ha hemförts från Italien av en skeppare på 1700-talet.
- Votivskeppen är från början av 1700-talet.

### Orgel
Orgeln är tillverkad 1944 av Hammarbergs Orgelbyggeri AB. Den har fyra stämmor fördelade på manual och pedal.

## Exteriörbilder

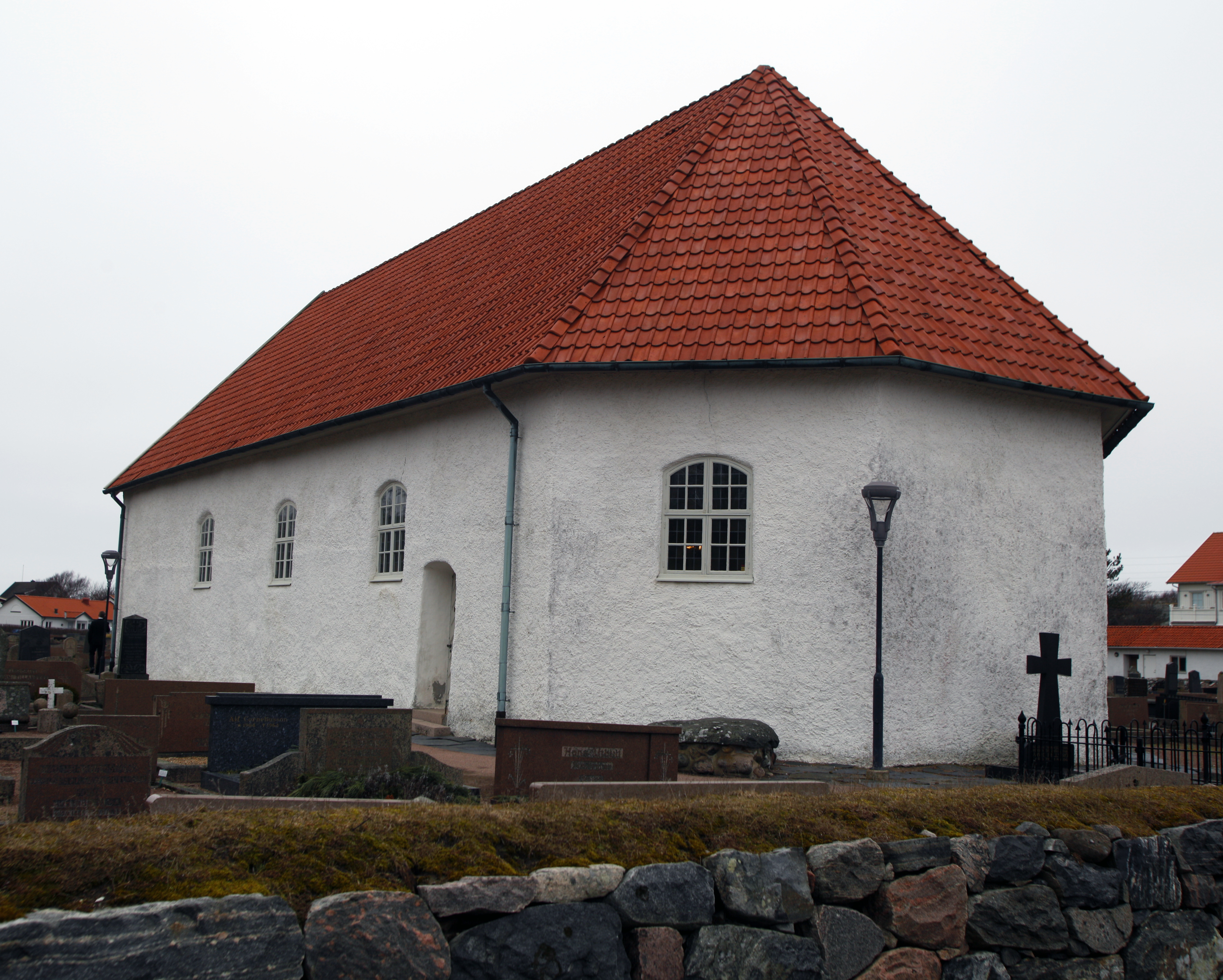
Från sydöst.
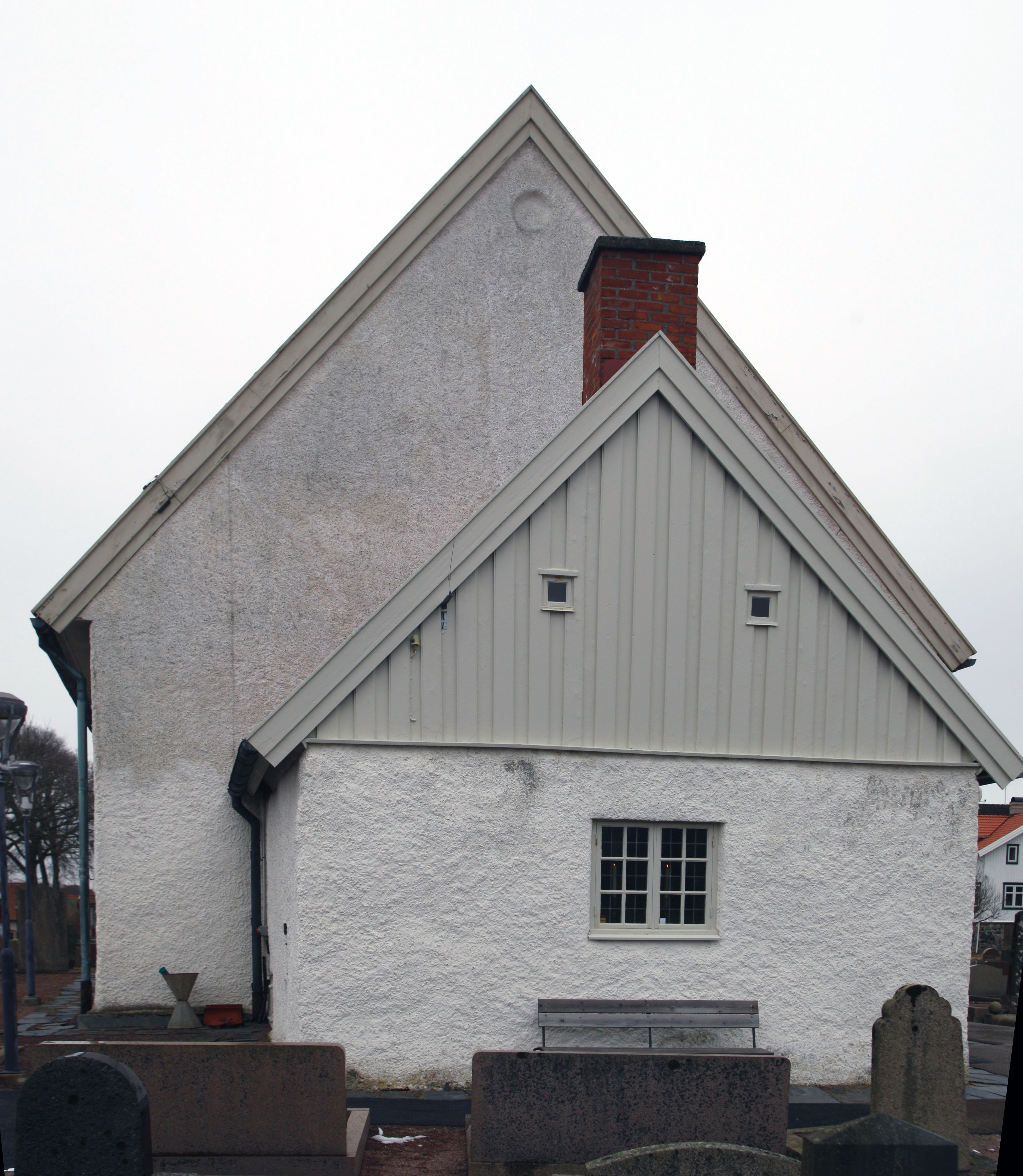
Från väst.
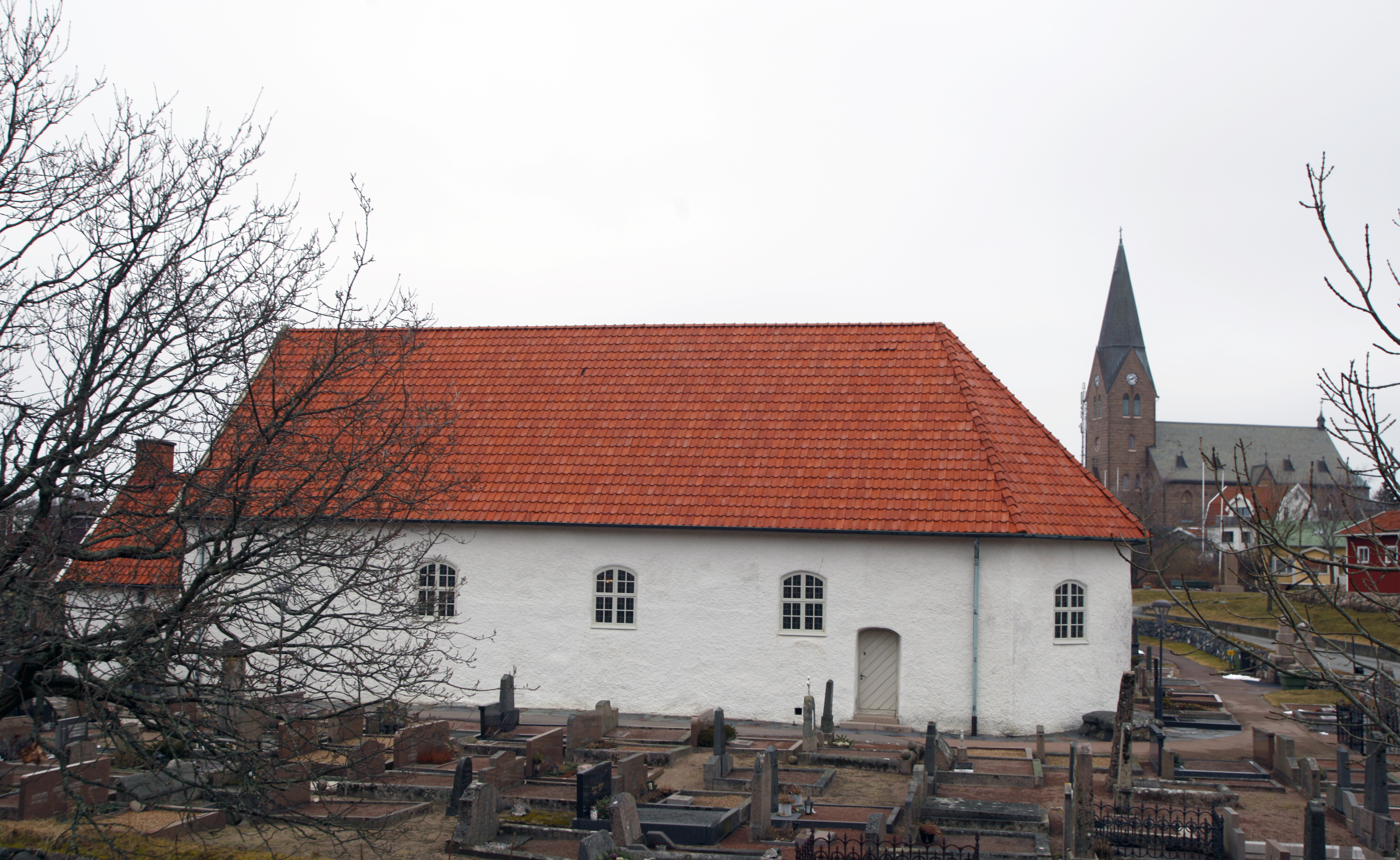
Från söder med den nya kyrkan i bakgrunden.
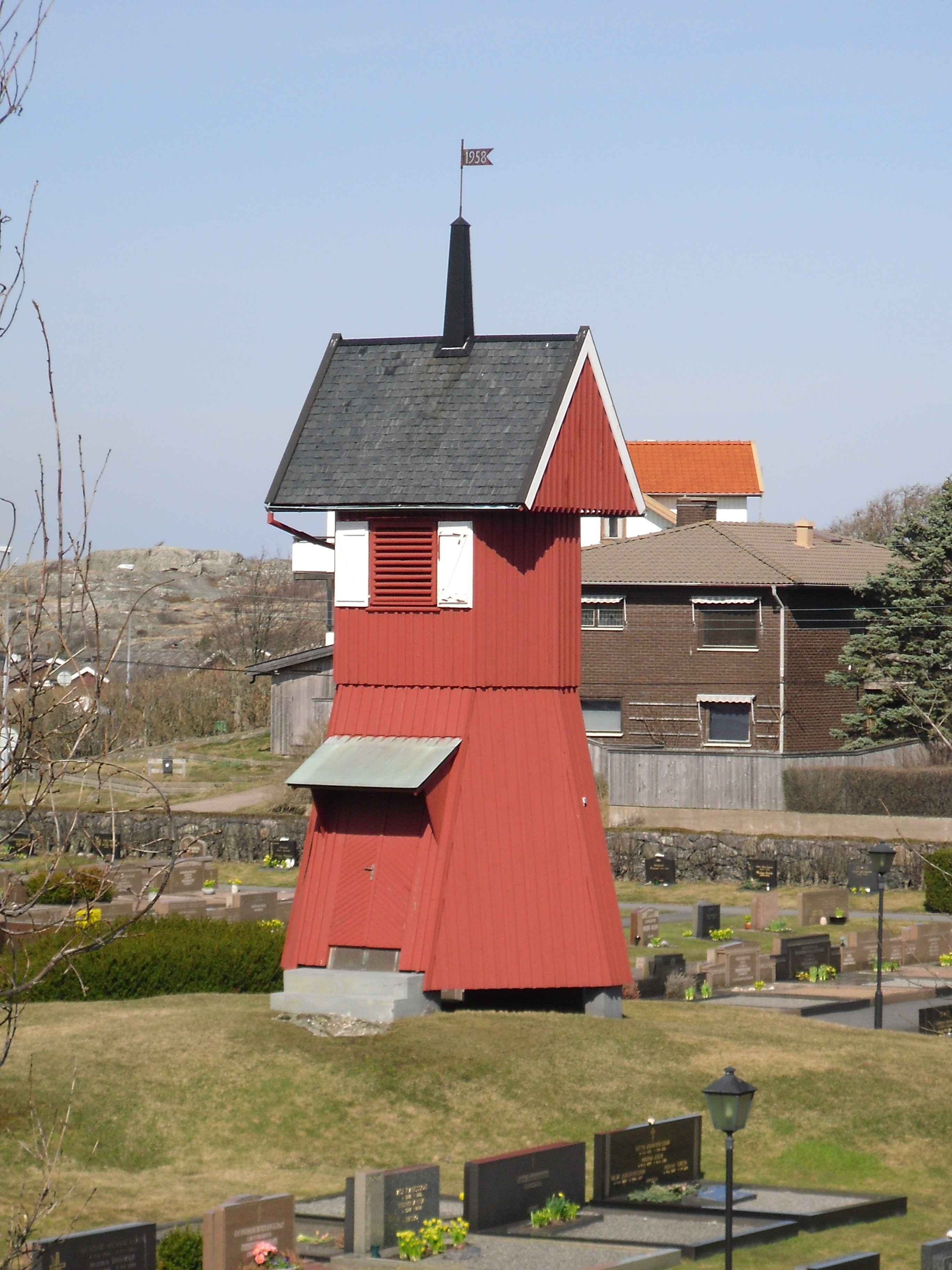
Klockstapeln.
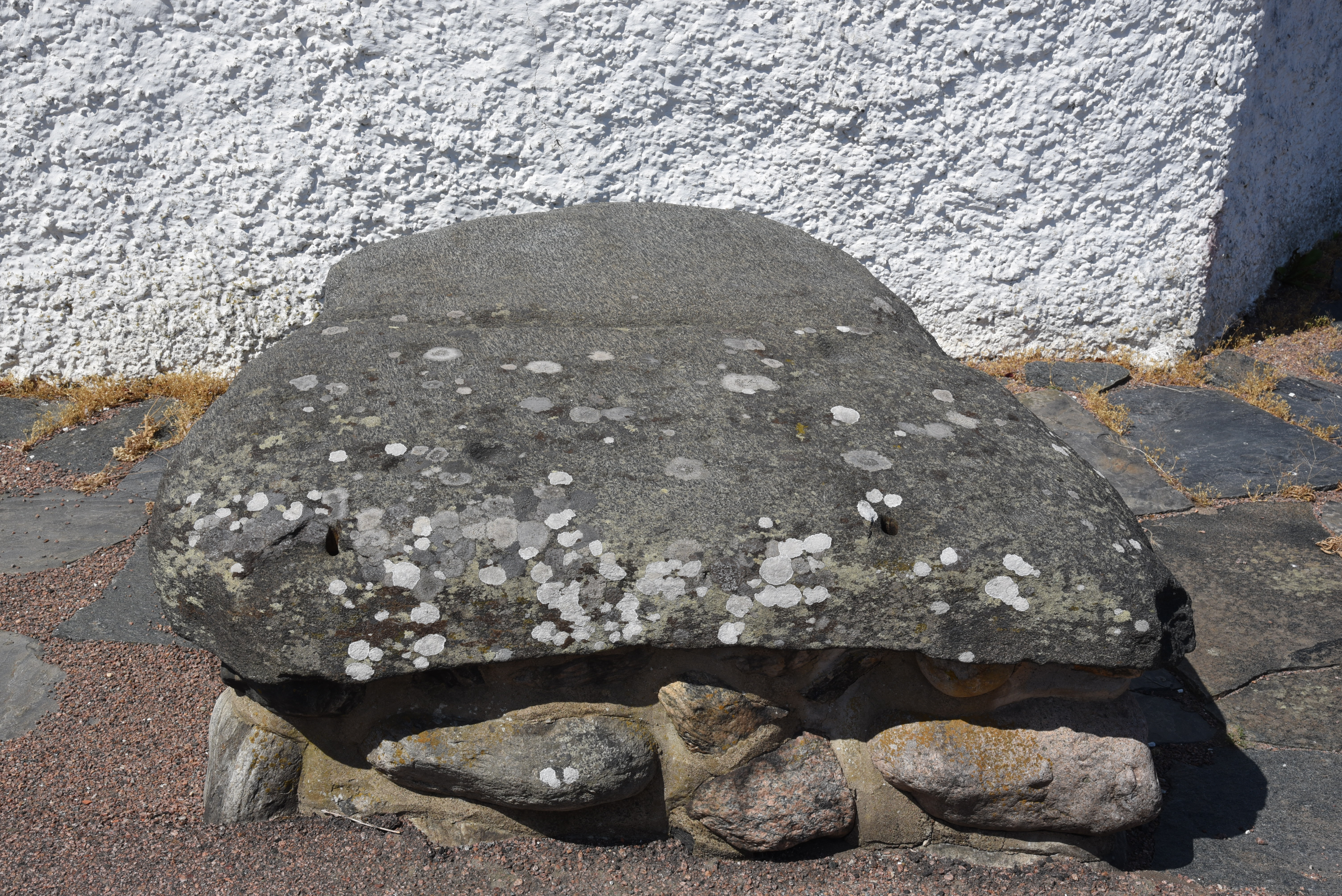
Skålgropsstenen.